# Erik ten Hag
Erik ten Hag (Haaksbergen, 2 febbraio 1970) è un allenatore di calcio ed ex calciatore olandese, di ruolo difensore, tecnico del Bayer Leverkusen.
Dopo una discreta carriera da calciatore disputata interamente nei Paesi Bassi, nel 2012 assume la guida del Go Ahead Eagles, ottenendo subito la promozione in Eredivisie. Dopo solo un anno passa al Bayern Monaco II, dove in un biennio vince una Regionalliga. Tra il 2015 e il 2018 è allenatore dell'Utrecht. Dal 2018 al 2022, invece, siede sulla panchina dell'Ajax, con cui conquista tre Campionati olandesi, due Coppe olandesi e una Supercoppa olandese. Dal 2022 al 2024 allena il Manchester Utd, dove vince una Coppa di Lega inglese e una FA Cup.
A livello individuale, è stato premiato per tre volte con il Rinus Michels Award.

## Biografia
È sposato ed ha tre figli.

## Carriera

### Giocatore
Centrale difensivo o mediano, conta 299 presenze in Eredivisie. Nel 1991 ha vinto con il De Graafschap la Eerste Divisie mentre, nel 2001, ha conquistato la Coppa olandese con il Twente.

### Allenatore

#### Gli inizi
Dopo aver fatto il vice di Steve McClaren prima e Fred Rutten poi nella stagione 2012-2013 è richiesto dall'azionista del club Marc Overmars per allenare la prima squadra del Go Ahead Eagles, nella seconda divisione olandese. Termina il campionato in sesta posizione, accedendo ai play-off per la promozione in Eredivisie: ten Hag sconfigge Dordrecht, VVV-Venlo e Volendam, ottenendo il passaggio in massima serie.
A fine stagione è chiamato alla guida del Bayern Monaco II, in quarta serie tedesca. Al primo anno vince il girone bavarese, qualificandosi così al play-off per la promozione in 3. Liga contro il Fortuna Colonia; dopo aver perso 1-0 all'andata, le riserve del Bayern passano 2-0 in casa ma al 94' arriva la rete del Colonia che qualifica gli avversari per la regola dei gol in trasferta. Nella stagione seguente arriva secondo nel girone bavarese dietro al Kickers Würzburg, non accedendo quindi al play-off.

#### Utrecht
Nell'estate del 2015 accetta l'incarico dell'Utrecht, riportando la squadra nelle zone alte della classifica. Alla prima stagione, oltre ad un quinto posto in campionato, raggiunge la finale di Coppa olandese contro il Feyenoord, perdendo l'incontro per 2-1.
Nella stagione 2016-2017 partecipa alla sua prima competizione UEFA per club, l'Europa League, torneo nel quale l'Utrecht non riesce a passare i turni preliminari, escluso dallo Zenit San Pietroburgo 2-0 dopo aver vinto l'andata di misura. Conclude l'Eredivisie al quarto posto. In Coppa nazionale esce ai quarti di finale contro il Cambuur.

#### Ajax

##### 2017-2020
A fine dicembre 2017 si dimette dall'incarico di allenatore dell'Utrecht per trasferirsi sulla panchina dell'Ajax. Al termine della stagione arriva secondo in campionato dietro al PSV.
Nella stagione successiva, dopo aver superato facilmente i turni preliminari di Champions League, finisce nel girone con AEK Atene, Benfica e Bayern Monaco. Nonostante gli sfavori del pronostico, gli olandesi riescono ad accedere agli ottavi di finale come secondi classificati. In tale turno l'Ajax affronta i campioni in carica del Real Madrid, perdendo la gara di andata per 2-1. Nella partita di ritorno, giocata il 5 marzo, i Lancieri rimontano lo svantaggio vincendo per 1-4 allo stadio Santiago Bernabéu, stabilendo inoltre la più grande sconfitta interna nella storia europea del Real Madrid. Il 16 aprile seguente, ai quarti di finale, grazie all'1-1 interno e alla vittoria a Torino per 1-2, elimina la Juventus accedendo così in semifinale contro il Tottenham. Nonostante la vittoria di misura nella gara di andata (0-1), nella partita di ritorno l'Ajax viene eliminato grazie ad un rocambolesco 2-3 finale. Il 5 maggio vince tuttavia il suo primo trofeo con il club olandese, ovvero la Coppa nazionale, battendo il Willem II per 0-4. Il successo riporta l'Ajax a vincere un trofeo dopo cinque anni e a distanza di nove dall'ultima affermazione nella competizione. Dieci giorno dopo vince anche il campionato con 86 punti, tre in più rispetto al PSV. A fine stagione, dopo esser stato premiato con il Rinus Michels Award come miglior allenatore dell’Eredivisie, prolunga il contratto con l’Ajax fino al 2022.
Inizia la stagione 2019-2020 vincendo la Supercoppa contro il PSV per 2-0. In Europa il cammino è meno fortunato dell'anno precedente: in Champions League arriva terzo ai gironi, non superando così il turno, mentre in Europa League viene eliminato ai sedicesimi dal Getafe. Nella Coppa nazionale, invece, viene sconfitto dall’Utrecht in semifinale. Nonostante il primo posto in campionato, il 24 aprile 2020 la federazione olandese, a causa della pandemia di COVID-19, decide di sospendere la competizione e non assegnare il titolo.

##### 2020-2022
Nel corso della stagione 2020-2021 la squadra di ten Hag mette a segno molti record: la vittoria esterna per 0-13 contro il VVV-Venlo del 24 ottobre diventa la più larga di sempre in Eredivisie battendo il record del 1972 (Ajax-Vitesse 12-1) mentre, la settimana seguente, con il 5-2 rifilato al Fortuna Sittard l'Ajax raggiunge le 250 reti in campionato, eguagliando il record raggiunto da Johan Cruijff in 82 partite. Il 17 gennaio 2021, in occasione del Klassieker con il Feyenoord, tocca le 100 vittorie con l’Ajax; curioso è che anche la prima gara vinta da ten Hag fosse proprio contro i rivali di Rotterdam. Il 18 aprile, grazie alla vittoria per 2-1 contro il Vitesse, conquista per la seconda volta la Coppa nazionale. Il 30 aprile rinnova con l’Ajax fino al 2023 mentre, due giorni dopo, vince il suo secondo campionato con tre turni di anticipo. Tra le altre cose stabilisce il primato della media punti più alta mai fatta registrare da un tecnico nella storia dell’Eredivisie: in 100 panchine di Ajax ha raccolto 2,43 punti di media sopravanzando Aad de Mos (2,41) e Ernst Happel (2,37).
Inizia la stagione 2021-2022 perdendo la Supercoppa olandese contro il PSV con un netto 0-4, ricevendo tuttavia per la terza volta il Rinus Michels Award. Dopo aver superato a punteggio pieno il gruppo C della UEFA Champions League, viene eliminato dalla massima competizione europea per mano del Benfica agli ottavi di finale (3-2 tra andata e ritorno). Il 17 aprile 2022 perde la finale di Coppa nazionale, sempre contro il PSV. Conclude l'annata vincendo per la terza volta, la seconda consecutiva, il campionato, con una giornata di anticipo rispetto alla fine del torneo. Termina la sua esperienza con i lancieri con sei trofei vinti in quattro anni e mezzo.

#### Manchester Utd

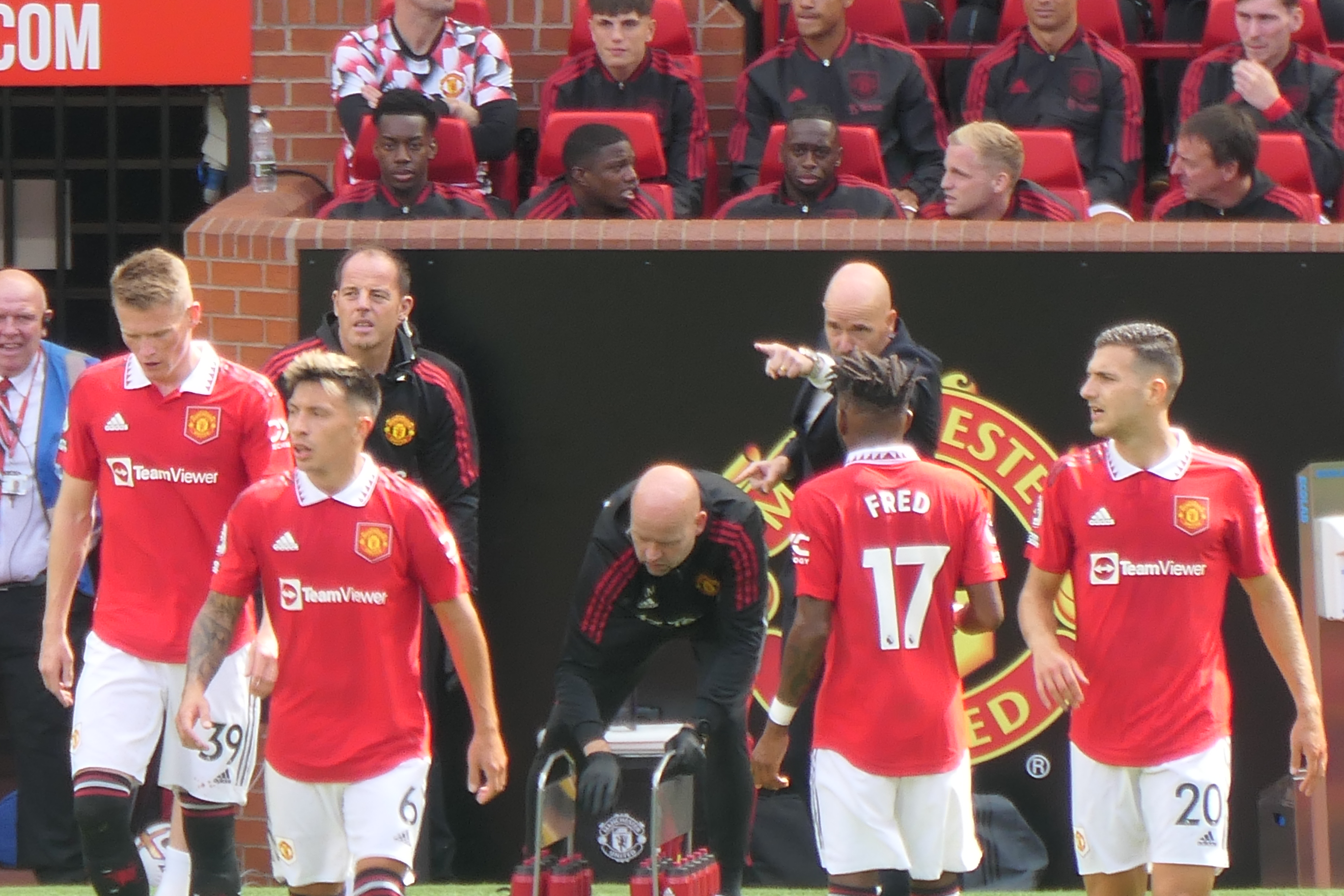
ten Hag sulla panchina del Manchester United

Il 21 aprile 2022 viene annunciato come nuovo tecnico del Manchester Utd, a partire dalla stagione successiva, in sostituzione di Ralf Rangnick.
Il 7 agosto 2022, al debutto assoluto in Premier League, perde in casa contro il Brighton (1-2). La settimana seguente perde 4-0 contro il Brentford, diventando il primo allenatore dei Red Devils a non ottenere punti nei primi due incontri di campionato dal 1921. Il 22 agosto vince la prima partita, grazie al risultato di 2-1 ai danni del Liverpool. Seguono poi altre tre vittorie contro Southampton, Leicester City e Arsenal. L'8 settembre debutta con gli inglesi in UEFA Europa League, perdendo in casa contro la Real Sociedad (0-1); trova il primo successo europeo sette giorni dopo, grazie allo 0-2 in casa dello Sheriff Tiraspol. Il 2 ottobre gioca il suo primo derby di Manchester, da cui esce sconfitto per 6-3. Dopo un altalenante inizio di stagione, la squadra di ten Hag ottiene 14 vittorie, 2 pareggi e 1 sconfitta nelle successive 17 partite. L'11 gennaio 2023, grazie alla vittoria per 3-0 contro lo Charlton in Coppa di Lega inglese, raggiunge quota 20 vittorie stagionali, diventando al contempo l'allenatore che ha impiegato il minor numero di partite per ottenere tale risultato (27). Il 26 febbraio 2023 conquista la Coppa di Lega contro il Newcastle Utd. Il 20 aprile seguente, a seguito della sconfitta per 3-0 in casa del Siviglia, termina il cammino in Europa League ai quarti di finale. In campionato, invece, raggiunge il terzo posto, qualificandosi quindi per la UEFA Champions League. Conclude la stagione perdendo la finale di FA Cup in favore del Manchester City.
La stagione seguente stenta in Premier League arrivando ottavo, in Champions l’avventura termina già ai gironi arrivando ultimo, in Coppa di Lega viene eliminato dal Newcastle agli ottavi, mentre questa volta riesce a vincere la FA Cup contro il City per 1-2 qualificandosi così per la UEFA Europa League. A fine stagione prolunga il proprio contratto con lo United fino al 2026.
Inizia la stagione 2024-2025 perdendo la Community Shield ai rigori contro i rivali del Manchester City. Dopo una serie di risultati negativi e con la squadra al 14º posto in campionato, il 28 ottobre 2024 viene esonerato dal club inglese e sostituito ad interim dall'assistente Ruud van Nistelrooy.

#### Bayer Leverkusen
Il 26 maggio 2025 viene ingaggiato ufficialmente dal Bayer Leverkusen, con cui firma un accordo biennale.

## Statistiche

### Statistiche da allenatore
Statistiche aggiornate al 29 settembre 2024. In grassetto le competizioni vinte.
| Stagione                 | Squadra                  | Campionato               | Campionato | Campionato | Campionato | Campionato | Coppe nazionali | Coppe nazionali | Coppe nazionali | Coppe nazionali | Coppe nazionali | Coppe continentali | Coppe continentali | Coppe continentali | Coppe continentali | Coppe continentali | Altre coppe | Altre coppe | Altre coppe | Altre coppe | Altre coppe | Totale | Totale | Totale | Totale | % Vittorie | Piazzamento |
| Stagione                 | Squadra                  | Comp                     | G          | V          | N          | P          | Comp            | G               | V               | N               | P               | Comp               | G                  | V                  | N                  | P                  | Comp        | G           | V           | N           | P           | G      | V      | N      | P      | %          | Piazzamento |
| ------------------------ | ------------------------ | ------------------------ | ---------- | ---------- | ---------- | ---------- | --------------- | --------------- | --------------- | --------------- | --------------- | ------------------ | ------------------ | ------------------ | ------------------ | ------------------ | ----------- | ----------- | ----------- | ----------- | ----------- | ------ | ------ | ------ | ------ | ---------- | ----------- |
| 2012-2013                | Go Ahead Eagles          | EE                       | 30+6       | 13+4       | 9+1        | 8+1        | CO              | 3               | 1               | 1               | 1               | -                  | -                  | -                  | -                  | -                  | -           | -           | -           | -           | -           | 39     | 18     | 11     | 10     | 46,15      | 6º          |
| 2013-2014                | Bayern Monaco II         | RLB                      | 36+2       | 25+1       | 4+0        | 7+1        | -               | -               | -               | -               | -               | -                  | -                  | -                  | -                  | -                  | -           | -           | -           | -           | -           | 38     | 26     | 4      | 8      | 68,42      | 1º          |
| 2014-2015                | Bayern Monaco II         | RLB                      | 34         | 22         | 6          | 6          | -               | -               | -               | -               | -               | -                  | -                  | -                  | -                  | -                  | -           | -           | -           | -           | -           | 34     | 22     | 6      | 6      | 64,71      | 2º          |
| Totale Bayern Monaco II  | Totale Bayern Monaco II  | Totale Bayern Monaco II  | 72         | 48         | 10         | 14         |                 | -               | -               | -               | -               |                    | -                  | -                  | -                  | -                  |             | -           | -           | -           | -           | 72     | 48     | 10     | 14     | 66,67      |             |
| 2015-2016                | Utrecht                  | ED                       | 34+4       | 15+1       | 8+2        | 11+1       | CO              | 6               | 5               | 0               | 1               | -                  | -                  | -                  | -                  | -                  | -           | -           | -           | -           | -           | 44     | 21     | 10     | 13     | 47,73      | 5º          |
| 2016-2017                | Utrecht                  | ED                       | 34+4       | 18+3       | 8+0        | 8+1        | CO              | 4               | 3               | 1               | 0               | -                  | -                  | -                  | -                  | -                  | -           | -           | -           | -           | -           | 42     | 24     | 9      | 9      | 57,14      | 4º          |
| 2017-gen. 2018           | Utrecht                  | ED                       | 17         | 8          | 4          | 5          | CO              | 2               | 1               | 0               | 1               | UEL                | 6                  | 2                  | 3                  | 1                  | -           | -           | -           | -           | -           | 25     | 11     | 7      | 7      | 44,00      | Dimis.      |
| Totale Utrecht           | Totale Utrecht           | Totale Utrecht           | 93         | 45         | 22         | 26         |                 | 12              | 9               | 1               | 2               |                    | 6                  | 2                  | 3                  | 1                  |             | -           | -           | -           | -           | 111    | 56     | 26     | 29     | 50,45      |             |
| gen.-giu. 2018           | Ajax                     | ED                       | 16         | 12         | 2          | 2          | CO              | -               | -               | -               | -               | -                  | -                  | -                  | -                  | -                  | -           | -           | -           | -           | -           | 16     | 12     | 2      | 2      | 75,00      | Sub. 2º     |
| 2018-2019                | Ajax                     | ED                       | 34         | 28         | 2          | 4          | CO              | 6               | 5               | 1               | 0               | UCL                | 18                 | 10                 | 6                  | 2                  | -           | -           | -           | -           | -           | 58     | 43     | 9      | 6      | 74,14      | 1º          |
| 2019-2020                | Ajax                     | ED                       | 25         | 18         | 2          | 5          | CO              | 4               | 3               | 0               | 1               | UCL+UEL            | 10+2               | 5+1                | 3+0                | 2+1                | SO          | 1           | 1           | 0           | 0           | 42     | 28     | 5      | 9      | 66,67      | [ 61 ]      |
| 2020-2021                | Ajax                     | ED                       | 34         | 28         | 4          | 2          | CO              | 5               | 5               | 0               | 0               | UCL+UEL            | 6+6                | 2+4                | 1+1                | 3+1                | -           | -           | -           | -           | -           | 51     | 39     | 6      | 6      | 76,47      | 1º          |
| 2021-2022                | Ajax                     | ED                       | 34         | 26         | 5          | 3          | CO              | 5               | 4               | 0               | 1               | UCL                | 8                  | 6                  | 1                  | 1                  | SO          | 1           | 0           | 0           | 1           | 48     | 36     | 6      | 6      | 75,00      | 1º          |
| Totale Ajax              | Totale Ajax              | Totale Ajax              | 143        | 112        | 15         | 16         |                 | 20              | 17              | 1               | 2               |                    | 50                 | 28                 | 12                 | 10                 |             | 2           | 1           | 0           | 1           | 215    | 158    | 28     | 29     | 73,49      |             |
| 2022-2023                | Manchester Utd           | PL                       | 38         | 23         | 6          | 9          | FACup+CdL       | 6+6             | 4+6             | 1+0             | 1+0             | UEL                | 12                 | 8                  | 2                  | 2                  | -           | -           | -           | -           | -           | 62     | 41     | 9      | 12     | 66,13      | 3º          |
| 2023-2024                | Manchester Utd           | PL                       | 38         | 18         | 6          | 14         | FACup+CdL       | 6+2             | 5+1             | 1+0             | 0+1             | UCL                | 6                  | 1                  | 1                  | 4                  | -           | -           | -           | -           | -           | 52     | 25     | 8      | 19     | 48,08      | 8º          |
| lug.-ott. 2024           | Manchester Utd           | PL                       | 9          | 3          | 2          | 4          | FACup+CdL       | 0+1             | 0+1             | 0+0             | 0+0             | UEL                | 3                  | 0                  | 3                  | 0                  | CS          | 1           | 0           | 1           | 0           | 14     | 4      | 6      | 4      | 28,57      | Eson.       |
| Totale Manchester United | Totale Manchester United | Totale Manchester United | 85         | 44         | 14         | 27         |                 | 21              | 17              | 2               | 2               |                    | 21                 | 9                  | 6                  | 6                  |             | 1           | 0           | 1           | 0           | 128    | 70     | 23     | 35     | 54,69      |             |
| Totale carriera          | Totale carriera          | Totale carriera          | 429        | 266        | 71         | 92         |                 | 56              | 44              | 5               | 7               |                    | 77                 | 39                 | 21                 | 17                 |             | 3           | 1           | 1           | 1           | 565    | 350    | 98     | 117    | 61,95      |             |

## Palmarès

### Giocatore
- Eerste Divisie: 1

De Graafschap: 1990-1991
- Coppa dei Paesi Bassi: 1

Twente: 2000-2001

### Allenatore

#### Club

##### Competizioni regionali
- Regionalliga: 1

Bayern Monaco II: 2013-2014

##### Competizioni nazionali
- Campionato olandese: 3

Ajax: 2018-2019, 2020-2021, 2021-2022
- Coppa dei Paesi Bassi: 2

Ajax: 2018-2019, 2020-2021
- Supercoppa dei Paesi Bassi: 1

Ajax: 2019
- Coppa di Lega inglese: 1

Manchester United: 2022-2023
- Coppa d'Inghilterra: 1

Manchester United: 2023-2024

#### Individuale
- Rinus Michels Award: 3

2015-2016, 2018-2019, 2020-2021